# Las aves
Las aves (griego Ὄρνιθες, Ornithes, latín Aves). Comedia griega de Aristófanes que ganó el segundo premio en las Grandes Dionisias del año 414 a. C. En el 415 la flota ateniense había partido para la expedición a Sicilia y su éxito estaba todavía por dilucidar. Ha sido celebrada por críticos modernos que la consideran una fantasía llevada a cabo a la perfección destacable por la representación de los pájaros y la alegría de las canciones. A diferencia de las obras tempranas del autor no se incluye mención directa a las guerras del Peloponeso y hay pocas referencias a la política ateniense, a pesar de haberse escenificado poco después del inicio de la expedición a Sicilia, una ambiciosa campaña militar que en gran medida incrementó el compromiso ateniense con el esfuerzo de guerra. A pesar de ello, la obra tiene muchas referencias indirectas a la política y la vida social de Atenas. De las obras de Aristófanes que han llegado a nuestro tiempo, Las aves es la de mayor extensión y aun así, es un ejemplo bastante convencional de la comedia antigua.

## Argumento
La obra comienza con dos hombres de mediana edad que caminan por un paraje desierto, en plena naturaleza, guiados por un grajo y una corneja. Uno de ellos declara a la audiencia que están hartos de la vida en Atenas, donde la gente no hace nada más que discutir todo el día sobre leyes, y litigar, y están buscando a Tereo, un rey que fue en el pasado metamorfoseado en abubilla, pues creen que puede ayudarles a encontrar una vida mejor en otro lugar. Justo entonces aparece un pájaro grande y temible, exigiéndoles saber en qué andan y acusándoles de ser cazadores de pájaros. Resulta ser el criado de Abubilla. Ambos le tranquilizan, y entra para llamar a su amo. 
Momentos después aparece Abubilla, un pájaro no muy convincente que atribuye su falta de plumas a que es invierno, y que en esa estación a todos los pájaros se les caen las plumas. Está contento con discutir la petición de los recién llegados, y entonces uno de ellos tiene una idea brillante: las aves, dice, deberían dejar de volar como idiotas y en vez de eso, construir ellos mismos una gran ciudad en el cielo, pues esto no solo les permitirá gobernar a los hombres, sino también bloquear a los dioses olímpicos de la misma manera en que los atenienses han hecho lo mismo recientemente con la isla de Milo para someterla. A Abubilla la idea le gusta, y se muestra conforme con ayudarles a llevarlo a cabo, siempre que los dos atenienses puedan primero convencer a los otros pájaros. Entonces llama a su esposa, Ruiseñor, y le pide que comience con su música celestial. Las notas de una flauta invisible llenan el teatro y mientras tanto Abubilla proporciona la letra, llamando a todos los pájaros del mundo de sus diferentes hábitat —pájaros de los campos, de montaña y de los árboles, aves acuáticas, de las marismas y los mares—. Estos empiezan a aparecer pronto y cada uno de ellos es identificado con su nombre nada más llegar. Cuatro de ellos bailan juntos mientras que el resto forma un coro.
Al descubrir la presencia de hombres, los pájaros recién llegados vuelan alarmados y enojados, pues la Humanidad ha sido su enemigo desde siempre. Sigue una escaramuza, durante la cual los atenienses se defienden con utensilios de cocina que encuentran en el nido de Abubilla, hasta que al final esta logra persuadir al coro de que sus invitados humanos merecen ser oídos. El más listo de los dos atenienses, a quien se debe la brillante idea, pronuncia entonces un discurso formal, diciéndoles a los pájaros que ellos fueron los dioses originales y urgiéndoles a recuperar sus poderes y privilegios perdidos de los recién llegados olímpicos. Convence por completo a los pájaros, quienes urgen a los atenienses para que los lideren en su guerra contra los dioses usurpadores. El más listo de ellos entonces se presenta como Pistetero («Convincente») y su compañero como Evélpides («Ilusionado» o «Crédulo»). Se retiran al nido de Abubilla para rumiar una raíz mágica que hará que les crezcan las alas. Mientras tanto, Ruiseñor emerge de su escondrijo y se manifiesta como una figura femenina encantadora. Preside el Coro de Pájaros cuando se dirigen al público en una parábasis convencional:
Ciegos humanos, semejantes a la hoja ligera, impotentes criaturas, hechas de barro deleznable,
míseros mortales que, privados de alas, pasáis vuestra vida fugaz como vanas sombras, o ensueños mentirosos,
escuchad a las aves, seres inmortales y eternos, aéreos, exentos de la vejez y ocupados siempre en pensamientos perdurables
El coro hace un breve relato de la genealogía de los dioses, pretendiendo que las aves son hijas de Eros y nietos de la Noche y Erebo, fundamentando así su pretensión a una divinidad anterior a los olímpicos. Cita algunos de los beneficios que el público obtiene de las aves (como las primeras advertencias de un cambio de estación) e invita al público a unirse a ellos puesto que las aves podrán fácilmente hacer cosas que los simples hombres temen hacer (como golpear a sus padres y cometer adulterio).
Pistetero y Evélpides surgen del nido de Abubilla riéndose de su poco convincente parecido con un ave. Después de una discusión, ponen nombre a la ciudad en el cielo, llamándola Nefelococigia (Νεφελοκοκκυγία), lo que literalmente significa «ciudad de las nubes y los cucos»; en otras traducciones la llaman Píopío de las Nubes, y entonces Pistetero empieza a hacerse cargo de las cosas, ordenando a sus amigos que supervisen la construcción de las murallas de la ciudad mientras él organiza y lidera un servicio religioso en honor de los pájaros como los nuevos dioses. Durante este servicio, le molestan toda una serie de visitantes que no son bienvenidos, incluyendo un joven poeta que pretende que le contrate la ciudad como su poeta oficial, un intérprete de oráculos con profecías en venta, un famoso geómetra, Metón, ofreciendo una serie de planos urbanos, un inspector burócrata de Atenas con ojo para ganancias rápidas, y un vendedor de decretos intentando establecer una serie de leyes originalmente escritas para una ciudad remota y escasamente, llamada Olofixo. Pistetero expulsa a estos intrusos y entonces se retira dentro para acabar con el servicio religioso. Los pájaros del coro se adelantan para otra parábasis. Promulgan leyes prohibiendo crímenes contra los de su clase (cazarlos, enjaularlos, rellenarlos o comérselos) y acaban aconsejando a los jueces del festival que les den el primer premio, o se arriesgan a que defequen encima de ellos.
Pistetero regresa a escena momentos antes de que llegue un mensajero informando de la construcción de los nuevos muros: han acabado gracias a los esfuerzos colaborativos de numerosas especies de aves. Un segundo mensajero llega entonces con la noticia de que uno de los dioses olímpicos se ha colado a través de las defensas. Se organiza la caza, la diosa Iris es detectada y arrinconada y pronto es llevada por la guardia. Después de ser interrogada e insultada por Pistetero, se le permite volar hasta su padre, Zeus, para quejarse sobre la forma en la que le han tratado. Apenas se ha ido ella cuando aparece un tercer mensajero, declarando que los hombres en multitudes están acercándose para unirse a la nueva ciudad en el cielo. Otro conjunto de visitantes inoportunos llegan, tal como se había anunciado, cantando debido a la inspiración de la nueva ciudad. Uno es un joven parricida que está exultante ante la idea de que aquí por fin tendrá permiso para acabar con su padre. El famoso poeta Cinesias va a continuación, pronunciando versos incoherentes según la inspiración poética se adueña de él. El tercero es un sicofanta o delator encantado de la idea de demandar víctimas que no llegarán a tiempo a los juicios. Todos son rechazados por Pistetero. Llega entonces Prometeo, protegido por una sombrilla porque es enemigo de Zeus e intenta que no lo vea desde el cielo. Ha llegado para advertir a Pistetero que los olímpicos pasan hambre porque el humo de las ofrendas ya no les llega; que están desesperados por firmar un tratado de paz pero Pistetero no debe negociar con ellos hasta que Zeus le entregue su cetro y su novia, Soberanía —ella es el poder real en la casa de Zeus—. Una vez que logra su misión, Prometeo se marcha, justo momentos antes de que llegue una delegación de Zeus. Solo hay tres delegados: el hermano de Zeus, Posidón, el tontorrón Heracles y un dios todavía más tonto venerado por los bárbaros tribalios. Pistetero fácilmente se muestra más listo que Heracles, quien a su vez amedrenta al dios bárbaro para que le siga, de manera que Posidón es superado en votos dos a uno: la delegación acepta los términos de Pistetero. Es proclamado rey por un heraldo celestial y la encantadora Soberanía le entrega el cetro de Zeus. La festiva reunión se marcha al compás de una marcha nupcial: ¡Oh himen, oh himeneo!

## Trasfondo histórico
Cuando Las aves se representaron en el año 414 a. C., los atenienses aún eran optimistas sobre el futuro de la expedición a Sicilia, que se había emprendido el año anterior bajo el mando conjunto de Alcibíades, quien la había promovido con entusiasmo, y el más experimentado general ateniense, Nicias, quien se había opuesto a la empresa. A pesar de este optimismo público, se estaba desarrollando una controversia en Atenas sobre la mutilación de los hermai, un acto de impío vandalismo que había lanzado sombras de duda sobre la expedición siciliana incluso antes de que la flota abandonase el puerto. El vandalismo dio como resultado una «caza de brujas» liderada por extremistas religiosos y apoyada por sacerdotes de los misterios eleusinos, lo que llevó a la persecución de pensadores racionalistas como Diágoras de Melos. Se sospechaba que el propio Alcibíades se había implicado en actividades antirreligiosas y un barco estatal, la Salaminia, fue enviada a Sicilia para llevarlo de vuelta a Atenas para ser sometido a juicio. Sin embargo, logró escapar de quienes le custodiaban y se ofreció un talento de oro por las autoridades atenienses a cualquiera que pudiera acreditar haberle dado muerte. Alcibíades ya había sido una figura controvertida en la política ateniense durante algunos años antes – se había combinado con Nicias para lograr el ostracismo del líder populista Hipérbolo. Hipérbolo fue un frecuente objeto de sátira en las obras de Aristófanes, un papel previamente interpretado por Cleon, que había muerto en 422.

### Lugares y personas mencionados enLas aves
Aristófanes escribía para el entretenimiento de sus conciudadanos y sus obras están llenas de referencias tópicas. La siguiente explicación de referencias tópicas en Las aves se basa en la obra de varios eruditos (se omiten las referencias habituales a dioses convencionales):

#### Lugares
- Libia: región asociada con la migración estacional de las grullas (líneas 710, 1136), permite un chiste con la palabra griega libas (cualquier cosa que cae o gotea) – Evélpides pretende ser un ave de Libia sobre la base de que se ha meado de miedo (65).
- Fasis: Pistetero pretende ser un pájaro de este río porque se orina de miedo (línea 68). Un chiste popular asocia a los fasianos (phasianikos) con los informantes o sicofantas – el chiste sin embargo está desarrollado de forma más explícita en Los acarnienses (Acarnienses línea 725-6)
- Falero: un viejo puerto de Atenas, es una fuente de anchoas (línea 76), mencionada también en una obra anterior.[12]
- Salaminia: una de las dos naves atenienses reservadas para tareas de Estado, había sido recientemente enviada a Sicilia para llevar a Alcibíades de vuelta a Atenas para ser enjuiciado. Se le menciona aquí como una buena razón para no vivir cerca del mar (línea 147). Iris se parece a ella y su nave hermana Páralo como alguien que hace trabajos para las autoridades (1204).
- Lépreo: una ciudad de Élide, Abubilla sugiere que es un buen lugar para empezar una nueva vida, pero es rechazado por Evélpides porque hace un chiste con la lepra, lo que le recuerda a Melantio, un poeta cuya piel era evidentemente tan mala como su verso (línea 149).
- Lócrida Opuntia: una región costera de Grecia enfrente de Eubea, es otro destino recomendado por Abubilla pero rechazado por Evélpides porque «opunciano» le recuerda a Oponcio, un célebre sicofanta con solo un ojo (línea 152).
- Milo: una isla que se había rebelado contra el control ateniense y que había sido sometida por el hambre. Se menciona aquí como un ejemplo de lo que podría hacerse contra los dioses (línea 186) y también debido a que es un epíteto para Diágoras de Melos (1032), un célebre ateo expulsado de Atenas (posiblemente debido al enojo público sobre la mutilación de los hermai). Milo también aparece en Las nubes como un epíteto para una figura parecida a Diágoras (Sócrates).[13]
- Cerámico: el más conspicuo cementerio de Atenas – Psitetero confía en que le den un entierro de héroe allí (línea 395). Se menciona también en Los caballeros y Las ranas.[14]
- Delfos: el centro religioso de Grecia es mencionado con ese nombre (líneas 618, 716) y también por el antiguo, Pytho (líneas 856, 870). Los atenienses solo podían llegar allí atravesando Beocia, territorio enemigo (189). Hay muchas referencias a Delfos/Pytho en otras obras de Aristófanes.[15]
- Maratón: a menudo relacionada con la victoria de Atenas contra Persia, también resulta un hábitat de primera para las aves (línea 246). Se menciona también en otras obras.[16]
- Orneas: una ciudad del Peloponeso, destruida por los argivos en esa época.[17] Se menciona porque permite un chiste con la palabra griega para aves (línea 399).
- Frigia: una buena fuente de lana (línea 493), su pueblo sale malparado comparado con los atenienses (762, 1244). Hay referencias a ella en otras dos obras.[18]
- Alimunte:[19] una comunidad en la costa ática, fue lugar de nacimiento del historiador Tucídides. Evélpides iba de camino allí desde Atenas cuando lo atracaron una vez (línea 496).
- Egipto: en otro tiempo gobernado por los cucos (línea 504). Allí estaba la pirámide y nadie de allí ayudó a construir el muro en el cielo (1133). Se menciona también en otras obras.[20]
- Fenicia: era otra tierra antigua que anteriormente estuvo gobernada por cucos (línea 504).
- Babilonia: sus famosas murallas recuerdan a las de Nefelococigia (línea 552).
- Crisa: un demo dentro de la tribu de Antioquides, es la casa nominal de Evélpides (línea 645).
- Dodona: un santuario oracular antiguo en el noroeste de Grecia, su papel ahora interpretado por las aves (línea 716).
- Hebro: un gran río al norte de Grecia apreciado por los cisnes (línea 774).
- Esparta: ciudad natal del enemigo, es también el nombre de una cuerda común para tejer camas. Evélpides cree que podría ser un buen nombre para la nueva ciudad en el cielo, pero Pistetero nunca dormiría cómodo bajo ese nombre (línea 815). Más comúnmente conocida como Lacedemonia, Esparta es el modelo de ciudad xenófoba (1012).
- Flegra: una llanura donde los dioses olímpicos se jactaron frente a los gigantes (línea 824).
- Muro pelárgico: el lado septentrional de la acrópolis ateniense, su equivalente en Nefelococigia se llama Pelargikon – de la cigüeña (línea 832).
- Sunio: un promontorio identificado con Posidón Souniaratos (Invocado en Sunio), hoy se identifica con el halcón – Sounierax (línea 868). El epíteto Souniaratos aparece también en Los caballeros.[21]
- Ortigia: una isla identificada con Leto Ortygometra (Madre de la Isla Codorniz), hoy se identifica con la codorniz por el mismo epíteto Ortygometra (línea 870).
- Etna: una ciudad siciliana fundada por el tirano griego Hierón I, mencionada fantasiosamente por el joven poeta (línea 926) cuando se dirige a Pistetero a la manera del ilustre bardo Píndaro dirigiéndose a Herón (Fragmento de Píndaro, 94).
- Corinto y Sición: ciudades vecinas en el norte del Peloponeso, se usan metafóricamente en una profecía citada por el recitador de oráculos para definir a un espacio intermedio habitado por perros y cuervos, esto es, Nefelococigia (línea 968).
- Colona: un demo dentro de la tribu de los Aegidas, cerca de Atenas – el matemático Metón había diseñado recientemente un acueducto allí.
- Olofixia: una ciudad remota en el perturbado noreste de Grecia, cerca del monte Athos, es el auténtico modelo de una ciudad bien regulada (línea 1041).
- Laurión: un distrito minero cerca de Atenas, famoso por su plata – las lechuzas (esto es, la moneda ateniense) que procedían de allí inundarían a los jueces del festival que concedieran la victoria a Las aves (línea 1106).
- Alfeo: un río relacionado con Olimpia, sede de los Juegos Olímpicos – un corredor que llega sin aliento se dice que está respirándolo (línea 1121).
- Tracia: una frontera nororiental y a menudo un campo de batalla durante la guerra del Peloponeso, es donde el joven parricida es enviado para que pueda ejercitar sus instintos violentos (línea 1369). Se menciona en otras obras.[22]
- Pelene: una ciudad de Acaya, en el norte del Peloponeso, donde una capa de lana fue entregada como premio a los ganadores de los juegos locales.[23] También se menciona en Lisístrata.[24]
- Corcira: un puerto para el avituallamiento para la expedición a Sicilia, se menciona aquí como una fuente de buenas cuerdas para látigos – las únicas «alas» que Pistetero entregará al sicofanta (línea 1463).

#### Extranjeros
- Medas: hermanos de los persas, uno podría esperar que llegasen en camello – incluso si resultan ser pájaros (línea 277). Hay varias referencias a ellos en las otras obras.[25]
- Carios: habitaban las costas orientales del Egeo, se les conoce por su implicación con crestas – inventaron la cresta en los yelmos y vivían en la cresta de las colinas (línea 292) – véase también Heródoto.[26] Un ateniense llamado Execéstides es mencionado dos veces en relación con su origen cario (765, 1527). Hay referencias a los carios en otras dos obras.[27]
- Persas: un delegado de Persia, Farnaces, está previsto que aparezca en la Ekklesía – una oportunidad para corromper a oficiales atenienses (línea 1030). Otras referencias a persas están en relación con el gallo, un ave persa (líneas 485, 707) que es anterior a Darío y Megabazo (484) como señor de Persia. Se menciona a los persas también en otras obras.[28]
- Quiotas: fieles aliados de los atenienses, merecen una mención en las oraciones (línea 879). Hay referencias a ellos en otras obras también.[29]
- Escitas: un pueblo guerrero y salvaje – un amanerado ateniense, Estratón, es imaginado vagando en su confín helado (941). Los escitas aparecen en su rol de arqueros (el equivalente ateniense de policías) en tres obras.[30]

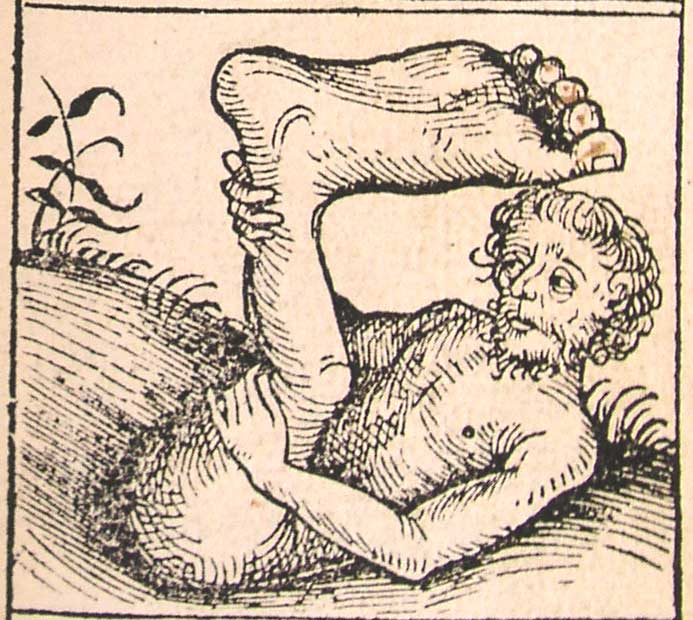
Esciápodos (Skiapodes): un pueblo mítico, son mencionados en Las aves solo como los vecinos de un espeluznante Sócrates (línea 1553)

- Tales: uno de los sabios de Grecia antigua, es un referente para otros intelectuales de cerebro matemático (línea 1009).
- Sardanápalo: un rey asirio, es el referente para otros imperialistas extravagantes y auto-indulgentes (línea 1021).
- Lidios: anteriormente una potencia imperial, ellos y sus vecinos los frigios son ahora un pueblo tan tímido que incluso la diosa del arco iris puede intimidarlos (línea 1244). Se menciona a los lidios también en Las nubes.[31]
- Ilirios: un pueblo bárbaro notable por el salvajismo de sus gritos de guerra – los dioses bárbaros suenan como ellos cuando atacan a Zeus (línea 1521).
- Tribalios: un pueblo que habita en la frontera tracia – uno de sus dioses aparece en la delegación a Píopío de las Nubes.

#### Poetas, artistas e intelectuales
- Acéstor Sacas:[32] un poeta trágico nacido en el extranjero – es atraído por Atenas de la misma forma que a Pistetero le repugna (línea 31). También lo mencionan en Las avispas.[33]
- Sófocles: un renombrado poeta trágico, escribió una obra Tereo que es la base de la desafortunada apariencia de Abubilla (línea 100). Se le menciona también en otras obras.[34]
- Melantio: un poeta trágico bastante trágico – se burlan aquí de él por su piel parecida a la lepra (línea 151) y en La paz por su glotonería y falta de talento.[35]
- Filocles: un sobrino del gran trágico Esquilo, escribió una obra sobre Tereo que era un débil descendiente del tero de Sófocles y se le apoda «Alondra» (líneas 281, 1295). Se burlan de él en otras dos obras.[36]
- Esopo: el legendario autor de fábula – las aves son ignorantes porque nunca lo han leído (línea 471) y es el autor de un cuento admonitorio sobre el águila y el zorro (651). Hay referencias a él en Las avispas y La paz.[37]
- Homero: el gran bardo – es indirectamente citado describiendo a Hera (Iris) como una paloma tímida (línea 575) y los poetas como servidores de las Musas (910). Se le menciona por su nombre en otras tres obras.[38]
- Pródico: un filósofo y erudito, cuyo conocimiento no respetan las aves (línea 692). Se le menciona también en Las nubes.[39]
- Frínico: un respetado poeta trágico, recopiló canciones de la Musa del bosque como una abeja (línea 749). Se le menciona en otras obras.[40]
- Esquilo: un célebre poeta trágico, Pistetero lo menciona como el autor de un verso sobre héroes alcanzados por sus propias flechas/plumas (línea 808) – tomó prestado el verso de una obra hoy perdida, Los mirmidones.[41] Más aún, una descripción del ruiseñor (677) y las amenazas de Iris de ira divina (1240) se toman de Agamenón,[42] y la amenazadora réplica de Pistetero de quemar la casa de Zeus (1246–7) parece que se cogió de Níobe.[10]
- Queris: un músico ridiculizado en otras dos obras como una fuente de ruido molesto,[43] se añade a la cacofonía de los pájaros en esta obra (línea 857).
- Simónides: un poeta respetado, un modelo para el poeta oportunista que confía en ser contratado por Nefelococigia (línea 919). Simónides es acusado de avaricia en La paz,[44] y se le menciona dos veces en Las nubes.
- Píndaro: un renombrado poeta, se le llama por su nombre (línea 939) y su elevado estilo es plagiado por el joven poetastro (véase notas sobre Herón I arriba). Algunos de sus versos son también citados en Los caballeros y Las nubes.[45]
- Eurípides: un poeta trágico controvertido, se burlan de él en todas las obras de Aristófanes e incluso aparece como un personaje en tres de ellas (Los acarnienses, Las tesmoforias y Las ranas). No hay mención directa a él en esta obra pero hay citas de algunas de sus obras: una referencia despreciativa a los lidios y los frigios (línea 1244) procede de Alcestis[46] y un mandato del Coro para que se abra paso al héroe (1720) procede de Las troyanas.[47]
- Sócrates: un famoso filósofo quijotesco, era el modelo para una generación de hombres desordenados y hambrientos hasta que Pistetero inspiró una nueva esperanza (línea 1282). Se dice que era la nada higiénica guía al Inframundo y un vecino de los raros. Esciápodos (Skiapodes línea 1555). Aparece como un personaje en Las nubes y se le menciona de nuevo en Las ranas.[48]
- Querefonte: un leal discípulo de Sócrates, es un vampiro del infierno en esta obra (líneas 1296 y 1564).[49] Es un personaje que se nombra varias veces en Las nubes[50] y un par de veces en Las avispas.[51]
- Cinesias: un poeta innovador, a menudo los poetas cómicos lo ridiculizaron. Es un personaje menor y ridículo en esta obra, donde se le presenta como un rapsoda hiperbólico. Recibe otras menciones en Las ranas y La asamblea de las mujeres.[52]
- Gorgias: un célebre orador de Sicilia – él y su estudiante (o hijo) Filipo son bárbaras monstruosidades desfiguradas por sus versátiles lenguas (línea 1701). Ambos oradores aparecen mencionados igualmente en Las avispas.[53]

#### Generales y políticos atenienses
- Aristócrates, hijo de Escelias: una figura política y militar, su nombre permite hacer un chiste sobre la aristocracia – Evélpides lo desprecia.
- Nicias: uno de los generales líderes de Atenas, a quien recientemente se había confiado el mando de la expedición a Sicilia – es una referencia en cuanto a la habilidad como soldado (línea 363) y por procrastinación (640). Tiene un papel menor como esclavo en Los caballeros y también se menciona su nombre en esa obra.[54]
- Lusícrates: un oficial de nariz chata, célebre por aceptar sobornos (línea 513). Posiblemente sea el mismo Lusícrates mencionado en La asamblea de las mujeres.[55]
- Diítrefes: uno de los dos comandantes de caballería en aquella época, también fue fabricante de revestimientos de mimbre para jarras de vino, con las asas conocidas como "alas" – estas alas le habían ayudado a alzarse hasta cargos con autoridad (798) e inspira a los jóvenes a unirse a la caballería (1442).
- Teógenes: un destacado político, anteriormente un colega de Cleón en una misión para descubrir los hechos a Pilos y uno de los diecisiete atenienses encargados de observar la paz de Nicias, es posible que también influyera tres años más tarde en el golpe oligárquico del 411 a. C. y en la tiranía de los treinta.[56] Se le ridiculiza aquí como un fanfarrón (líneas 822, 1127, 1295). Se le menciona en otras tres obras.[57]
- Esquines: posiblemente una figura influyente muchos años más tarde en la tiranía de los treinta, se le ridiculiza aquí como fanfarrón (línea 823). Se le menciona igualmente en Las avispas.[58]
- Teleas: un político influyente – alguien a quien no le gustan las personas caprichosas (línea 168) y se dice que es la persona responsable de enviar al inspector a Nefelococigia (1025)
- Pisandro: representado como un soldado horrible en La paz[59] y un corrupto demagogo en Lisístrata,[60] se le menciona aquí como una figura despiadada y sanguinaria, semejante a Odiseo (línea 1556).
- Lespodias: otro general, llamaba la atención por la deformidad de sus piernas, aunque intentaba ocultarlo bajo su manto (línea 1569).

#### Personalidades atenienses
- Filócrates: una figura destacada en el comercio de pájaros (líneas 14, 1077).
- Calias: un pródigo, se gastó su herencia pagando a sicofantas y mujeres perdidas – se parece a un pájaro mudando (líneas 283-4). Se le menciona de nuevo en dos obras posteriores.[61]
- Cleónimo: constantemente motivo de chiste para Aristófanes por su glotonería y cobardía,[62] se le compara con un "pavo" que tiene una cresta (línea 289) y con un árbol que suelta las hojas como escudos (1475).
- Orestes: identificado con un saqueador borracho y violento en Los acarnienses,[63] ha añadido desde entonces el robo de ropa a sus trucos (líneas 712, 1490)
- Clístenes: un frecuente objetivo de las bromas debido a su amaneramiento,[64] aparece como un personaje menor en Los acarnienses y en Las Tesmoforias. Es una buena razón para que una virago como Atenea no sea la diosa patrona de Nefelococigia esto es, con alguien que rompa los estereotipos de género basta (línea 831).
- Estratón: otro ateniense afeminado mencionado en otras obras,[65] se le imaginan sufriendo privaciones entre los salvajes escitas (línea 942).
- Proxénides: otro fanfarrón como Teógenes (véase más arriba) – los muros de Nefelococigia son tan anchos que pueden adelantarse el uno al otro en grandes carros (línea 1126). Proxénides es mencionado con anterioridad en Las avispas.[66]
- Los atenienses que se asemejan a pájaros: Tarralides: grajo (línea 17); Espórgilo el barbero: gorrión (300); Espíntaro, ateniense de ascendencia frigia: fringílido (pinzón, 762); hijo de Pisias, un traidor: perdiz (766); Menipo: golondrina; Licurgo: ibis; Siracosio: urraca; Midias: codorniz; Cleócrito, mencionado también en Las ranas:[67] avestruz.
- Extras: Patróclides: conocido por un acto de incontinencia (790); Leotrófides: un cliente digno del poeta Cinesias(1406).

#### Figuras históricas, religiosas y míticas
- Cranao: un rey mitológico de Atenas, su nombre se utiliza como epíteto para los atenienses (línea 123). Hay menciones similares en otras dos obras.[68]
- Itis: el hijo de Tereo y Procne que tuvo, trágicamente, una vida corta, su nombre se usa por Abubilla cuando llama al ruiseñor (línea 212).
- Agamenón, Menelao, Príamo: reyes legendarios de Grecia y Troya – las aves aparecen destacadamente en sus emblemas reales (líneas 509, 512). Solo Menelao aparece en otras obras.[69]
- Cebriones, Porfirión: dos de los gigantes que aparecen en la Gigantomaquia, son emblemáticos de la revuelta de los pájaros contra el orden olímpico (líneas 553, 1249–52)
- Alcmene, Semele, Alope: ninfas a quienes los dioses olímpicos visitaron, son típicas de los viejos tiempos cuando los olímpicos pasaban libremente por los cielos (línea 558-9). Alcmene es mencionada también en Las ranas, Semele en Las Tesmoforias.[70]
- Erebo, Tártaro, Eros: material fundacional para genealogías como la Teogonía de Hesíodo, resulta que son parientes cercanos de las aves. Erebo (líneas 691, 1194) no aparece en otras obras. Tártaro (693, 698) es mencionado en Las nubes,[71] y Eros (700, 1737) en otras dos obras.[72]
- Colainis: un epíteto para Artemisa; permite un chiste flojo con acalanthis, la palabra ática para jilguero (línea 875).
- Sabazio: un dios frigio – su origen étnico permite un chiste con frigilos, la palabra ática para un pinzón (línea 876). Se menciona en otras dos obras.[73]
- Cibeles: conocida también como la "madre montaña" (línea 746), aquí se la identifica con el avestruz y posteriormente invocada como madre de Cleócrito, parecido al avestruz (877).
- Bacis:[74] un legendario adivino – se burlan de sus oráculos en esta obra (líneas 962, 970) y en otras.[75]
- Pandora: la fuente mítica de todos los males de la Humanidad, debe ser aplacada con el sacrificio de un carnero blanco por la autoridad de Bacis (línea 971).
- Diopites: un adivino ateniense contemporáneo y fanático religioso mencionado en otras obras,[76] se le menciona aquí junto con Lampón, de sus mismas creencias (línea 988). Lampón es mencionado también como alguien que jura "por el ganso" (521).
- Alejandro ("Paris"): el príncipe legendario de Troya – los jueces del festival pueden esperar mejores regalos si alguna vez le dan el primer premio a Las aves (línea 1104).
- Timón:[77] el legendario misántropo – lo que él era para los atenienses, Prometeo lo es para los olímpicos (línea 1549). Se le menciona también en Lisístrata.[78]
- Odiseo: el héroe épico de Homero, mencionado en otras tres obras[79] – es presentado aquí como referente de una sed de sangre espeluznante (línea 1561).
- Solón: el padre fundador de la democracia ateniense – sus leyes incluso gobiernan el comportamiento de los dioses (línea 1660).

## Discusión
Se ha señalado que Las aves ha sufrido más que ninguna otra obra de Aristófanes del exceso de interpretación por parte de los estudiosos. La alegoría política aparece destacadamente en las interpretaciones del siglo XIX: Píopío de las Nubes puede identificarse con la expedición siciliana como una empresa excesivamente ambiciosa, los atenienses podrían entonces identificarse con los pájaros, y sus enemigos con los dioses olímpicos. El siglo XX también ha recurrido a interpretaciones alegóricas —por ejemplo, Pistetero ha sido interpretado como una metáfora de Alcibíades. Píopío de las Nubes ha sido entendida por algunos eruditos como una representación cómica de una polis ideal y ha sido entendida como un ejemplo admonitorio de una polis que va mal; según otro punto de vista, en cambio, la obra no es más que un entretenimiento escapista.
La amistad entre Pistetero y Evélpides se representa de forma realista a pesar de lo irreal de su aventura. La clave de su amistad es la forma en que ambos se vacilan, con buen humor, y bromean con los puntos débiles del otro (p. e. en las líneas 54-5, 86–91, 336–42) y prueba de su amistad es la comodidad con la que trabajan juntos en situaciones difíciles, ampliamente debido al deseo de Evélpides de ceder la iniciativa y el liderazgo a Pistetero. La relación padre-hijo entre Filocleón y Tiracleón en Las avispas y la relación esposo-esposa entre Cinesias y Mirrina en Lisístrata son otros ejemplos de la habilidad de Aristófanes para representar a la humanidad de manera convincente en los argumentos más improbables que se puedan imaginar.
Toynbee, en su Estudio de Historia, señala que hay una relación entre Las aves y el Nuevo Testamento, señalando ejemplos significativos de correspondencia:
- Tanto Pistetero como Jesús son seres humanos deificados.
- Píopío de las Nubes es sinónimo del Reino de los Cielos, pues ambos idealizan ciudades celestiales.
- El ejemplo que se da en Mateo 6:26 de aves que viven sin sembrar ni cosechar tiene eco en una conversación entre Evélpides y Abubilla, en las líneas 155-61. Otra conexión es un fragmento de Musonio.
- La imaginería cristiana de la Paloma como el Espíritu Santo deriva de su uso como el emblema de «amor celestial» de Afrodita Urania.

Cree que el Nuevo Testamento se vio influido por una tradición literaria que empezó con Aristófanes. Una gran diferencia es que Aristófanes presenta estas ideas como una fantasía cómica, mientras que el Nuevo Testamento las trata como una revelación totalmente en serio.

## Las avesy la comedia antigua
Las aves se parece a las primeras obras de Aristófanes en aspectos claves de su estructura dramática. Tales parecidos son evidencia de un género de drama antiguo conocido como comedia antigua. Variaciones de estas «convenciones» son significativas puesto que demuestran que o bien son un camino aparte de la comedia antigua, una corrupción en el texto o que el autor pretendía un efecto dramático único. Variaciones en esta obra se encuentran en las siguientes convenciones:
- Agón: El agón es un debate o argumento formal construido como una «escena simétrica», con dos secciones declamadas y dos canciones. El protagonista generalmente derrota al antagonista en el debate y esto decide el resultado de la obra mucho antes de que la obra realmente acabe. El agón en Las aves (líneas 451–626) es convencional en su forma pero no hay antagonista – los dos principales hablantes son Pistetero y su amigo Evélpides, con Pistetero pronunciando un discurso y Evélpides proporcionando comentarios de apoyo. Las aves proporcionan una audiencia deseosa y el punto de vista del protagonista las gana fácilmente. Un agón parecido, unilateral, se encuentra en la siguiente obra superviviente, Lisístrata.
- Parábasis: la parábasis ocurre cuando el Coro se dirige al público en ausencia de los actores. Generalmente hay una larga parábasis en medio de la obra, incluyendo una «parábasis propia» en la que el Coro habla en representación del autor sobre temas relacionados con su carrera, y usualmente hay otra parábasis más corta cerca del final. En esta obra, la primera parábasis (678–800) y la segunda (1058–1117) son de estructura convencional, pero el Coro siempre habla desde el propio personaje de aves. En lugar de hablar sobre el poeta en la «parábasis propia», las aves hablan sobre sí mismas, describiendo su genealogía, su valor al público y su efecto sobre el vocabulario de la audiencia – en todos estos tópicos sin embargo hay entretenidos ecos de cosas que un Coro diría ordinariamente en nombre del poeta. Esta «parábasis propia» es de hecho casi una sátira sobre la convención de una parábasis propia.
- Visitantes inoportunos: la temprana victoria del protagonista en el agón generalmente tiende a suavizar la tensión dramática pronto en la obra y esto es normalmente compensado hasta cierto punto por una serie de personajes menores o «visitantes inoportunos» que tienen que ser expulsados por el héroe triunfante. Esta obra es excepcional porque hay tres olas de visitantes inoportunos – la primera ola viene antes de la los muros de Píopío de las Nubes se hayan terminado, la segunda inmediatamente después y la tercera llega como una delegación de Zeus. Esta repetición es el motivo por el que Las aves es mucho más larga que las otras obras supervivientes.